# Завершинский, Владимир Иванович
Владимир Иванович Завершинский (24 ноября 1949, Тарутино — 23 сентября 2019, Москва) — деятель советских и российских разведывательных спецслужб. Первый заместитель директора Службы внешней разведки Российской Федерации (2000—2008), генерал-полковник (2003). 

## Биография
Окончил 8 классов средней школы в родном селе. С 1964 года семья жила в городе Ессентуки, где окончил среднюю школу имени Дзержинского в 1966 году. Окончил с красным дипломом филологический факультет Карачаево-Черкесского педагогического института в 1970 году.
В 1970-м приглашен на работу в КГБ СССР. Окончил Высшие курсы КГБ при Совете министров СССР в Минске в 1971 году. Работал 4 года в контрразведке, затем вновь на учёбе. Окончил Краснознамённый институт КГБ СССР в 1977 году.
С 1977 года — на оперативной работе в Первом Главном управлении КГБ СССР. В советское время 12 лет провел в двух длительных зарубежных командировках, никакие подробности о которых не раскрываются. Известно, что длительное время работал в Германской Демократической Республике, а с 1989 года был начальником 3-го отдела аппарата представительства КГБ при Министерстве государственной безопасности ГДР.
С 1992 года полковник Завершинский — в центральном аппарате Службы внешней разведки Российской Федерации, начальник отдела. В 1994 году назначен руководителем одного из ведущих управлений СВР России, которое возглавлял 6 лет.
С 24 ноября 2000 года — первый заместитель директора СВР России. В июле 2008 года освобождён от занимаемой должности и уволен в отставку.
В июле 2008 года назначен помощником секретаря Совета безопасности Российской Федерации. Освобождён от должности по личной просьбе в октябре 2013 года.
Жил в Москве. Мастер спорта СССР по альпинизму. Увлекался историей (краеведение) и нумизматикой. Автор книг «Очерки истории Тарутино» (2008) и «К истории создания Красноказачьего полка имени Стеньки Разина в Троицке» (2012).
Скончался 23 сентября 2019 года. Похоронен на Троекуровском кладбище.

## Награды
- Ордена «За заслуги перед Отечеством» 3-й и 4-й степеней
- Орден Александра Невского
- Орден «За военные заслуги»
- Орден Почёта
- медали СССР и Российской Федерации
- ордена МНР, ГДР и Афганистана
- Почётный знак «За службу в разведке»
- Заслуженный сотрудник органов внешней разведки Российской Федерации (2001)
- Почётный гражданин Чесменского района Челябинской области (2007)

## Память
- В 2020 году Тарутинской средней общеобразовательной школе присвоено имя Завершинского В. И., на здании школы установлена памятная мемориальная доска.[5]
- 23 сентября 2021 года в селе Чесма открыт памятник В. И. Завершинскому.[6][7]